# Antonio Serrano Argüelles
José Antonio Serrano Argüelles (17 de mayo de 1955, Ciudad de México), más conocido como Antonio Serrano, es un escritor y director del teatro, televisión y cine mexicanos.
Es egresado de la licenciatura en Ciencias de la Comunicación con especialidad en cine de la Universidad Iberoamericana. Continuó sus estudios en la Royal Weber Academy of Dramatic Art en Inglaterra y el Odin Teatret de Dinamarca. Estudió además con el polaco Jerzy Grotowsky, el francés Phillipe Gaullier y el italiano Carlos Bosso. A su regreso a México trabajó en telenovelas para Televisa y TV Azteca, dirigiendo a actores como Gael García Bernal, Salma Hayek, Chayanne y Angélica Aragón entre otros. Dirigió además 10 obras teatrales incluyendo Sexo, pudor y lágrimas de su propia autoría. En 1999 llevó esta última al cine, convirtiéndola en una de las cintas más taquilleras del cine mexicano, obtuvo más de 118 millones de pesos (más de 12 millones de dólares al tipo de cambio en 1999) y permaneció en cartelera seis meses. Esta película le valió un premio Ariel por el mejor guion adaptado. La película ganó 4 arieles más de las 12 nominaciones que obtuvo (Mejor Actriz, Música, Diseño de Arte y Ambientación). Su último trabajo fue en la miniserie de televisión Como ama una mujer basada en la vida de la cantante neoyorquina Jennifer Lopez. La serie cuenta solo con 5 capítulos de 1 hora, filmados en formato de cine y protagonizada por Leonor Varela (Jennifer Lopez), Cristián de la Fuente (Ben Affleck) y Raul Méndez (Marc Anthony) bajo los seudónimos de "Sofia Márquez", "Andrés" y "Diego". La miniserie transmitida por Univision alcanzó altos índices de audiencia, y causó escándalo, pues contaba abiertamente qué pasó con la vida de Jennifer Lopez en el año 2004 cuando terminó su relación con Ben Affleck y decidió casarse con el cantante puertorriqueño Marc Anthony.

## Telenovelas
- Teresa (1989)
- Mágica juventud (1992)
- Nada personal (1996)
- Mirada de mujer (1997)
- La vida en el espejo (1999)
- Cara o cruz (2002)

## Teatro
- A destiempo (1986)
- Doble cara (1988)
- Sexo, pudor y lágrimas (1990)
- Café americano (1992)

## Filmografía como director
- Sexo, pudor y lágrimas (Sex, Shame & Tears en EE. UU.) (1999)
- La hija del caníbal (Lucía, Lucía en EE. UU.) (2003)
- Cero y van cuatro (segmento "El Torzón") (2004)
- Cómo ama una mujer (2007)
- Hidalgo: La historia jamás contada (2010)
- Morelos (2012)

## Filmografía como actor
- Tranquille donne di compagna (1980)
- Romero (1989)
- La última luna (1990)
- The comfort of strangers (1990)
- La dedicatoria (1992)
- Un hilito de sangre (1995)
- Un hombre ejemplar (2005)
- Un mundo maravilloso (2006)